# 合志技研工業
合志技研工業株式会社（ごうしぎけんこうぎょう 英称：Goshi Giken Co.,Ltd）は、熊本県合志市に本社を置くホンダ系の二輪・四輪車部品メーカーである。

## 概要
ホンダ系の二輪・四輪車部品メーカーとして1974年創業し、設計から製造、組立まで一貫した生産システムを構築している。
HONDAのスーパーカブ、CRF1100L アフリカツイン、GL1800 ゴールドウイングの純正マフラーやCBR1000RR-Rのスイングアーム等も生産している。
経営ビジョンである「世界最強の二輪排気・車体メーカー」を達成すべく、開発領域の中にマフラー開発に特化した『GOSHI Racing』を2014年に発足。
独自開発したオリジナルマフラー『54R!』を装着したマフラーでロードレース・オフロードレースに参戦し、レースで培ったノウハウやデータを開発にフィードバック。技術開発力の向上に努め、日々挑戦を続けている。
2022年にオートバイの世界耐久選手権「鈴鹿8時間耐久ロードレース」に初出場。

## 沿革
- 1974年（昭和49年） - 本田技研工業・八千代工業・三恵技研工業の3社による合弁会社として設立。資本金3億円。
- 1976年（昭和51年）
  - 板金プレス、溶接、静電塗装ラインを導入し、操業開始。
  - 資本金を5億円に増資。
- 1984年（昭和59年） - ニッケルクロムメッキラインを導入。
- 1991年（平成3年） - 株式会社ウエムラテック設立。
- 1992年（平成4年） - 株式会社泗水テック設立。
- 1993年（平成5年） - サイアムゴウシ・マニファクチャリングカンパニーリミテッド（タイ）設立。
- 1994年（平成6年） - 天津合志有限公司（中国）設立。
- 1995年（平成7年） - 東京営業所開設。
- 1997年（平成9年）
  - ゴウシタンロン・オートパーツカンパニーリミテッド（ベトナム）設立。
  - 株式会社合志テック（コウシテック）設立。
- 1998年（平成10年） - 亜鉛メッキライン導入。
- 1999年（平成11年） - ISO 14001認証取得。
- 2000年（平成12年） - 天津合志有限公司（中国）閉鎖。
- 2002年（平成14年）
  - カチオン電着塗装ライン導入。
  - 真空圧空樹脂成形ライン導入。
  - スタンパブル樹脂成形ライン導入。
- 2003年（平成15年） - コージェネレーションシステム導入。
- 2004年（平成16年） - キャタリスト用メタルハニカム生産ライン導入。
- 2007年（平成19年）
  - ゴウシインディアオートパーツプライベートリミテッド（インド）設立。
  - 合志テック及び泗水テックが合併し、株式会社ゴウシテックを設立。
- 2009年（平成21年）
  - 新塗装工場操業開始。
  - アルミ部品（エンジン）塗装開始。
- 2011年（平成23年） - 創業35周年。
- 2012年（平成24年） - ゴウシテックを特別清算。
- 2014年（平成26年） - ISO 9001認証取得。
- 2016年（平成28年）
  - 株式会社合志テック（ゴウシテック）設立。
  - 株式会社エム・エス・ディよりフィリピン子会社を譲受、新商号はゴウシ フィリピン インコーポレイテッドとする。
- 2020年（令和2年） - 合志テックを吸収合併。
- 2023年（令和5年）- 八千代工業が保有する当社株式を全てホンダに譲渡する方針を発表。これによりホンダが議決権の95%を保有する[2]。

## 拠点
- 本社（熊本県合志市）
- 第2工場（熊本県合志市）
- 菊池工場（熊本県菊池市）
- 東京事務所（埼玉県朝霞市）

### 国内子会社
- 株式会社ウエムラテック
  - あさぎり工場（熊本県球磨郡あさぎり町）
  - 合志工場（熊本県合志市）

### 海外子会社
- サイアム ゴウシ マニュファクチャリング カンパニー リミテッド（SGM、タイ・ラヨン県）
- ゴウシ タンロン オートパーツ カンパニー リミテッド（GTA、ベトナム・ハノイ市）
- ゴウシインディアオートパーツプライベートリミテッド（GIA、インド・ハリヤナ州）
- ゴウシ フィリピン インコーポレイテッド（GPI、フィリピン・ラグナ州）